# 에오스족
에오스족(Eos family, FIN: 606)은 소행성대 바깥쪽에 있는 큰 소행성족으로, K형 소행성으로 이루어져 있다. 에오스족은 과거 소행성 충돌로 형성된 것으로 추정되며, 모 천체는 221 에오스이다.

## 발견
1918년 예일 대학교의 천문학자 히라야마 기요쓰구는 소행성의 궤도 이심률과 경사를 분석하던 도중 소행성 일부가 뭉쳐 있다는 점을 발견하여, 에오스족을 포함해 소행성족 3개를 처음으로 분류하였다. 당시 에오스족의 구성원은 소행성 19개였으며, 1993년 기준 289개까지 증가하였다.

## 궤도
에오스족은 궤도 긴반지름이 2.99 ~ 3.03 AU, 궤도 이심률이 0.01 ~ 0.13, 궤도 이심률이 8°~ 12° 사이로, 현재 알려진 구성원은 4,400개 가량이다. 2.96 AU 지점과 3.03 AU 지점에는 각각 목성과 7:3, 9:4 궤도 공명이 일어나 에오스족의 분산을 제한하고 있다. 에오스족의 궤도 성질을 통해 추정한 나이는 10 ~ 20억 년 가량이다.

## 성질
히라야마는 소행성족이 모천체가 충돌 사건을 겪으면서 생성된다는 가설을 제시하였으며, 현재의 관측 결과와도 부합한다. 에오스족의 분광 관측 결과 소행성 간의 스펙트럼이 거의 유사하였으며, 일부 다른 경우는 모천체가 행성 분화를 겪으며 천체 안쪽으로 무거운 물질이 모이며 일어난 조성 변화로 추정된다. 충돌 이후 각 소행성은 각각 우주 풍화를 겪었다. 에오스족의 소행성은 S형 소행성과 유사한 성질을 보이나, 적외선 대역에서 S형과 차이를 보여, 새로이 K형 소행성으로 분류되었다. 운석으로는 CO3나 CV3 정상구립운석으로 추정된다. 에오스족과 궤도가 유사하나 스펙트럼 상의 특징이 다른 소행성들은 단순한 침입자로 여기고 있다.
충돌 후 생긴 모든 파편이 현재 에오스족의 궤도에 남아 있는 것은 아니다. 분광 관측에서 9:4 공명 지점에 같은 분광형을 보이는 소행성이 있으며, 에오스족에 있는 소행성보다 젊은 것으로 추정된다는 결과가 나오기도 하였다.
에오스족 소행성의 자전 주기는 무작위적으로, 다른 천체들과 연속적으로 충돌을 겪으며 변화한 것으로 보이며, 컴퓨터 모형을 사용하여 계산한 결과 모천체의 자전 주기는 1 ~ 3일 가량으로 추정된다. 자전 주기의 분산을 통해 추정한 에오스족의 나이는 태양계 자체의 나이와 거의 같다. 컴퓨터 모형 분석 결과 가장 가능성이 높은 상황은 모천체의 10분의 1 정도 질량의 천체가 충돌하여 두 천체가 황도면에서 이탈한 상황으로, 이 때 모천체의 추정 지름은 240 km이며 소행성족의 나이는 11억 년이다.

## 구성원
에오스족에 속하는 대표적인 소행성으로는 이름의 유래가 된 221 에오스가 있다.